# Амукта
Амукта (рос. Амукта) - невеликий, але гористий острів у групі Чотирьохсопочних островів, що лежить між Лисячими островами і Андреянівськими островами у групі Алеутських островів. Найближчі до нього острови Юнаска і Сегуам; від острова Сегуам він відділений протокою Амукта. Невеликий острів Чагулак знахотиться на північний схід від острову Амукта. Максимальна висота острова досягає 1066 м. Острів має розміри 9 на 8,3 км.